# Julie Bertuccelli

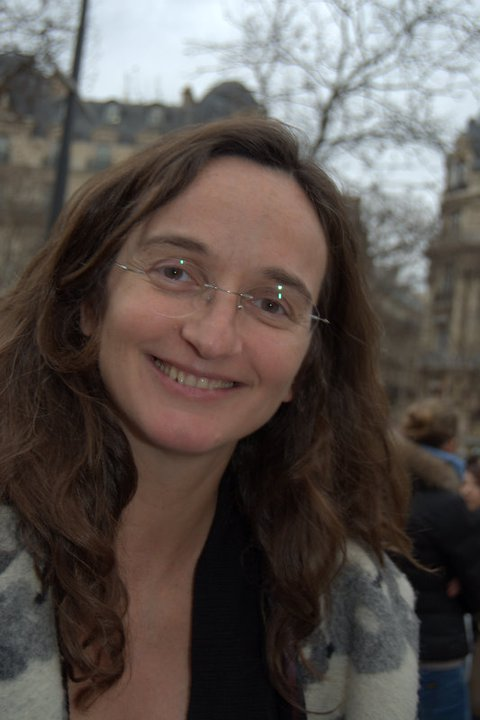
Julie Bertuccelli 2011

Julie Bertuccelli (* 12. Februar 1968 in Boulogne-Billancourt) ist eine französische Filmregisseurin, die hauptsächlich im Dokumentarfilmbereich tätig ist.

## Leben
Bertuccelli ist die Tochter von Künstlerin Caroline Corre, Leiterin des Centre Artistique de Verderonne,  und Filmregisseur Jean-Louis Bertuccelli. Sie studierte nach Ende der Schulzeit zunächst Philosophie und Fotografie und absolvierte anschließend in den Ateliers Varan in Paris eine Ausbildung zur Dokumentarfilmerin.
Ab 1991 war Bertuccelli als Regieassistentin tätig, wobei ihr erster Film 1991 Benjamin unter der Regie ihres Vaters wurde. Sie arbeitete in der Folgezeit unter anderem mit Krzysztof Kieślowski (Drei Farben: Blau, 1993), Bertrand Tavernier (Der Lockvogel, 1995) und Otar Iosseliani (Briganten, 1996) zusammen. Erste Dokumentarfilme schuf Bertuccelli ab 1993 (Un métier comme un autre), wobei sie neben Filmen für das Fernsehen auch Kinodokumentarfilme veröffentlichte. Für die Reihe Cinéastes de notre temps porträtierte sie 2006 Otar Iosseliani (Otar Iosseliani, le merle siffleur).
Mit Seit Otar fort ist… erschien 2003 ihr erster Spielfilm als Regisseurin. Das 2003 auf den Internationalen Filmfestspielen von Cannes uraufgeführte Drama wurde unter anderem mit dem César für das Beste Erstlingswerk ausgezeichnet. Ihr zweiter Spielfilm The Tree lief 2010 als Abschlussfilm der Internationalen Filmfestspiele von Cannes.

## Filmografie (Auswahl)
- 1993: Un métier comme un autre
- 1998: La fabrique des juges ou les règles du jeu (TV)
- 1999: Bienvenue au Grand Magasin
- 2001: Un monde en fusion (TV)
- 2003: Seit Otar fort ist… (Depuis qu’Otar est parti …)
- 2006: Otar Iosseliani, le merle siffleur (TV)
- 2008: Empreintes (TV-Serie, eine Folge)
- 2008: Antoinette Fouque, qu’est-ce qu’une femme (TV)
- 2010: The Tree (L’Arbre)
- 2013: Der Schulhof von Babel (La cour de Babel)
- 2016: Dernières nouvelles du cosmos
- 2018: Der Flohmarkt von Madame Claire (La dernière folie de Claire Darling)

## Auszeichnungen (Auswahl)
- 2003: Grand Golden Rail Award, Internationale Filmfestspiele von Cannes, für Seit Otar fort ist
- 2003: Nominierung Caméra d’Or, Internationale Filmfestspiele von Cannes, für Seit Otar fort ist…
- 2004: César, Bestes Erstlingswerk, für Seit Otar fort ist…
- 2004: César-Nominierung, Bestes Drehbuch, für Seit Otar fort ist…
- 2004: Nominierung Jameson-Publikumspreis für die Beste Regie, Europäischer Filmpreis, für Seit Otar fort ist…
- 2004: Prix du Syndicat Français de la Critique, Bestes französisches Filmdebüt, für Seit Otar fort ist…
- 2004: Prix Lumières, Bestes Drehbuch, für Seit Otar fort ist…
- 2004: Aurora des Tromsø Internasjonale Filmfestivals für Seit Otar fort ist…
- 2010: Nominierung AACTA Award, Beste Regie und Bestes adaptiertes Drehbuch, für The Tree
- 2010: Nominierung Gold Hugo als Beste Nachwuchsregisseurin, Chicago International Film Festival, für The Tree
- 2010: Nominierung Sydney Film Prize des Sydney Film Festivals, für The Tree
- 2010: Nominierung Preis der internationalen Jury, São Paulo International Film Festival, für The Tree
- 2011: César-Nominierung, Bestes adaptiertes Drehbuch, für The Tree
- 2015: César-Nominierung, Bester Dokumentarfilm, für Der Schulhof von Babel
- 2017: César-Nominierung, Bester Dokumentarfilm, für Dernières nouvelles du cosmos
- 2017: Nominierung Prix Lumières, Bester Dokumentarfilm, für Dernières nouvelles du cosmos